# Yo por ti
Yo por ti es el título del séptimo álbum de estudio grabado por la cantautora puertorriqueño-estadounidense Olga Tañón. Fue lanzado al mercado por la compañía discográfica WEA Latina el 17 de julio de 2001. La canción Cómo olvidar llegó al primer puesto de las listas Billboard Hot Latin Tracks, Billboard Latin Pop Airplay y Latin Tropical Airplay en el año 2001. El álbum ganó el Premio Grammy al Mejor Álbum Merengue en la 44.º entrega anual de los Premios Grammy celebrados el miércoles 27 de febrero de 2002. El álbum también ganó el Premio Grammy Latino al Mejor Álbum Merengue y además «Cómo olvidar» fue nominado al Premio Grammy Latino la Mejor Canción Tropical en la 3.º entrega de los Premios Grammy Latinos celebrados el miércoles 18 de septiembre de 2002.

## Lista de canciones
| Yo por ti |                                 |                                             |          |  |
| N.º       | Título                          | Escritor(es)                                | Duración |  |
| 1.        | «Miénteme»                      | José Gaviria · Ximena Muñóz · Bernardo Ossa | 4:28     |  |
| 2.        | «Pegaíto»                       | Rodolfo Barreras                            | 4:43     |  |
| 3.        | «Cómo olvidar» (Merengue)       | Gustavo Arenas · Jorge Luis Piloto          | 4:43     |  |
| 4.        | «Me gusta»                      | José Nogueras                               | 4:36     |  |
| 5.        | «Tú te lo pierdes»              | Eddy García D' Oleo                         | 4:08     |  |
| 6.        | «Quiero que tú me quieras»      | Manuel Tejada                               | 4:04     |  |
| 7.        | «Yo por ti»                     | José Gaviria · Ximena Muñóz · Bernardo Ossa | 4:45     |  |
| 8.        | «I Wanna Have Fun»              | José Nogueras                               | 4:08     |  |
| 9.        | «Ahora soy mala»                | Raldy Vásquez                               | 4:36     |  |
| 10.       | «Prohibido el paso»             | Rigel Torres                                | 5:38     |  |
| 11.       | «Cómo olvidar» (Versión balada) | Gustavo Arenas · Jorge Luis Piloto          | 4:56     |  |
| 50:41     |                                 |                                             |          |  |

## Remezclas
En 2021, lanzó una nueva versión del sencillo principal de este álbum, su canción «Cómo olvidar», junto al rapero puertorriqueño Jay Wheeler.

## Posicionamiento en las listas
| Lista (2001)                         | Máxima posición |
| ------------------------------------ | --------------- |
| U.S. Billboard Tropical/Salsa Albums | 1               |

### Sucesión y posicionamiento
| Predecesor: El General Is Back de El General | U.S. Billboard Tropical/Salsa Albums — Álbum N°. 1 (Primera vuelta) 4 de agosto de 2001 - 21 de septiembre de 2001   | Sucesor: Corazón de mujer de Melina León |
| Predecesor: Corazón de mujer de Melina León  | U.S. Billboard Tropical/Salsa Albums — Álbum N°. 1 (Segunda vuelta) 29 de septiembre de 2001 - 19 de octubre de 2001 | Sucesor: Sandungero de DJ Blass          |
| Predecesor: Sandungero de DJ Blass           | U.S. Billboard Tropical/Salsa Albums — Álbum N°. 1 (Tercera vuelta) 27 de octubre de 2001 - 2 de noviembre de 2001   | Sucesor: 8 de Gisselle                   |